# Cliff Byrne
Pour les articles homonymes, voir Byrne.
Cliff Byrne est un footballeur irlandais né le 27 avril 1982 à Dublin. Il évolue au poste de défenseur.

## Carrière
- 2002-03 : Sunderland  Angleterre
- 2002-03 : Scunthorpe United (prêt)  Angleterre
- 2003-04 : Scunthorpe United  Angleterre
- 2004-05 : Scunthorpe United  Angleterre
- 2005-06 : Scunthorpe United  Angleterre
- 2006-07 : Scunthorpe United  Angleterre
- 2007-08 : Scunthorpe United  Angleterre

## Palmarès
- Vainqueur de la Football League One (3e division) en 2007 avec Scunthorpe